# Chaguaramas (gemeente)
Chaguaramas is een gemeente in de Venezolaanse staat Guárico. De gemeente telt 15.500 inwoners. De hoofdplaats is Chaguaramas.